# Zoltán Bitskey
Zoltán Bitskey (10 de enero de 1904-1 de agosto de 1988) fue un deportista húngaro que compitió en natación, especialista en el estilo libre. Ganó una medalla de plata en el Campeonato Europeo de Natación de 1926 en la prueba de 4 × 200 m libre.

## Palmarés internacional
| Campeonato Europeo | Campeonato Europeo  | Campeonato Europeo | Campeonato Europeo |
| Año                | Lugar               | Medalla            | Prueba             |
| ------------------ | ------------------- | ------------------ | ------------------ |
| 1926               | Budapest ( Hungría) | Medalla de plata   | 4 × 200 m libre    |